# Hans Walter David
Hans Walter David (* 26. März 1893 in München-Gladbach; † 1942 im Konzentrationslager Majdanek) war ein deutscher Komponist. David wurde als jüdischer Kommunist im nationalsozialistischen Deutschland verfolgt, emigrierte zunächst in die Sowjetunion, wurde aber 1940 als Opfer Stalinistischer Säuberungen an Deutschland ausgeliefert und im KZ Majdanek ermordet.

## Leben

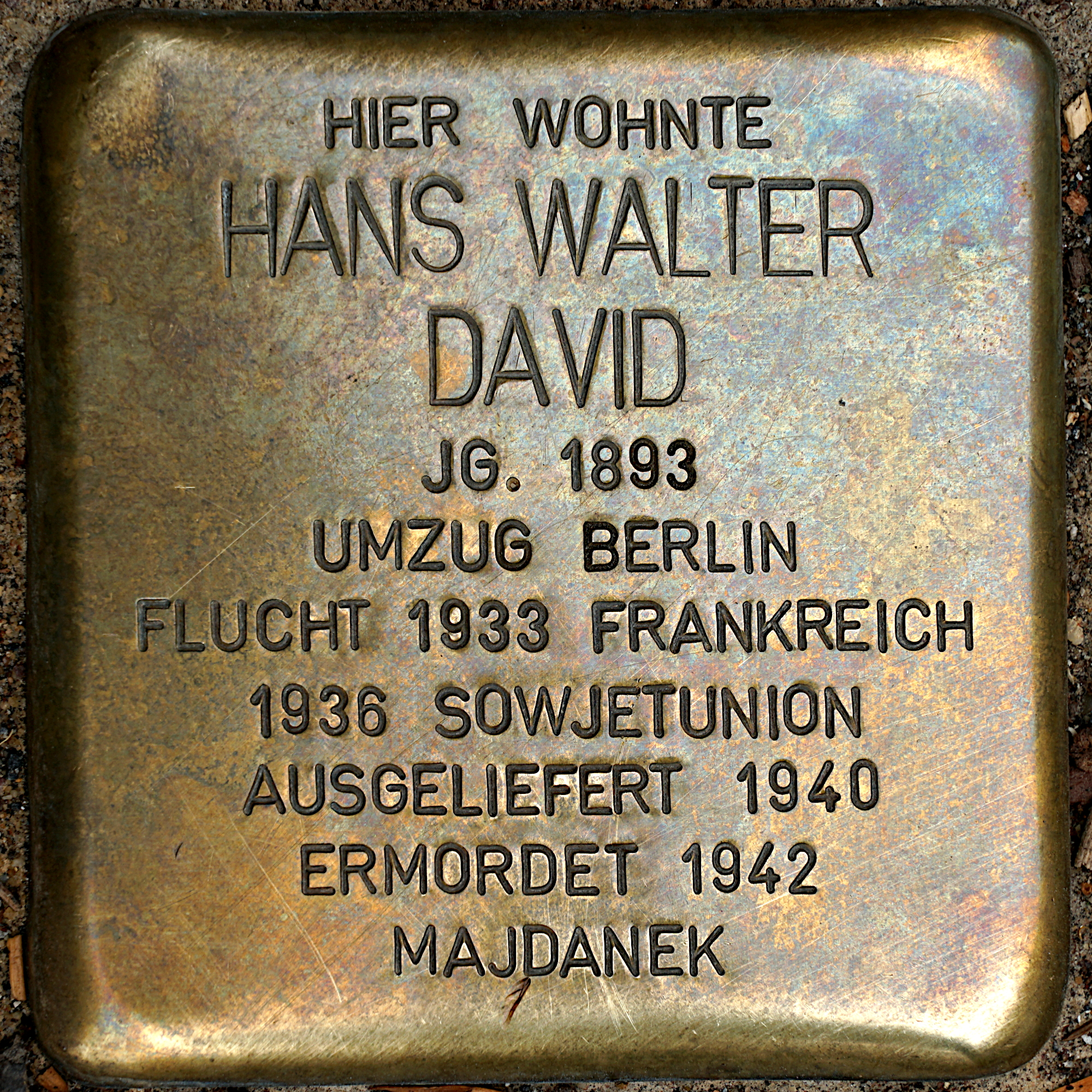
Stolperstein für Hans Walter David, Regentenstraße 67, Mönchengladbach

David, Sohn eines Justizrats, war schon vor dem Ersten Weltkrieg während seines Jura- und Musikstudiums in München als freischaffender Komponist tätig. Er wechselte 1913 an die Staatliche Hochschule für Musik in Berlin, wo er Dirigieren bei Rudolf Krasselt und Komposition bei Paul Juon studierte. 1914 meldete er sich freiwillig, kämpfte bis Kriegsende 1918 als Artillerist und wurde unter anderem mit dem Eisernen Kreuz 1. Klasse ausgezeichnet. 1918 zog er sich in Masuren schwere Erfrierungen zu. Nach der Rückkehr setzte er im selben Jahr sein Musikstudium in Berlin fort. 1919 wurde David Mitglied der Kommunistischen Partei Deutschlands (KPD) und engagierte sich in dieser Zeit stark in der kommunistischen Studentenbewegung. 1920 wurde er Kompositionsschüler von Franz Schreker.
Nach seinem Debüt als Dirigent in Berlin wurde David 1921 vom Schauspielhaus Düsseldorf als Kapellmeister angestellt. Als Komponist, Dirigent und Musikreferent war er in Düsseldorf und Oberhausen bis zur Machtübernahme der Nationalsozialisten 1933 tätig. Noch 1933 wurde ihm als Jude die weitere Betätigung untersagt und er emigrierte zunächst nach Frankreich, dann nach Italien. 1935 reiste David mit seiner Ehefrau Lina, geborene Nathan, auf Einladung des sowjetischen Komponistenbundes in die Sowjetunion und ließ sich dort nieder. Im Mai 1936 erhielt David durch das Komitee für Kunstangelegenheiten einen Vertrag als staatlicher Musikinspektor der Autonomen Republik der Wolgadeutschen, Generalmusikdirektor und künstlerischer Leiter des Deutschen Staatschors in der Stadt Engels.
Am 5. November 1937 wurde David im Zuge der sogenannten „Deutschen Operation“ vom Volkskommissariat für innere Angelegenheiten (NKWD) verhaftet und schwer gefoltert. Seine Frau wurde ausgewiesen und ging nach Belgien. Davids Festnahme erfolgte laut einiger Quellen, aufgrund einer seiner Kompositionen, die Stalin als Geburtstagsgruß gewidmet war, aber in der verfemten Zwölftonmusik verfasst war. Wegen angeblicher Spionage für Deutschland wurde David zu fünf Jahren Arbeitslager verurteilt, aber 1940 an Deutschland ausgeliefert. Dies erfolgte in Ausführung der Bestimmungen des Deutsch-sowjetischen Nichtangriffspakts vom 23. August 1939, die unter anderem vorsahen, dass die Sowjetunion rund 4000 in die UdSSR geflüchtete Deutsche – unter ihnen 1000 Kommunisten – an Deutschland ausliefert.
Aus sowjetischer Haft entlassen, kam David als Jude sofort ins Ghetto nach Lublin im deutsch besetzten Polen, wo er zwangsweise verschiedene Funktionen im Judenrat ausübte. 1942 wurde David von der Gestapo verhaftet und im Konzentrationslager Majdanek interniert, wo er noch im selben Jahr in der Gaskammer ermordet wurde.